# Weather Systems (Anathema)
Weather Systems è il nono album in studio del gruppo musicale britannico Anathema, pubblicato in Europa il 16 aprile 2012 dalla Kscope e il 24 aprile 2012 negli Stati Uniti dalla The End Records.

## Descrizione
Il gruppo descrive l'album come «musica non adatta come sottofondo per le feste. La musica è stata scritta per emozionare profondamente l'ascoltatore». L'album è stato registrato a Liverpool, nel Galles del nord e ad Oslo, ciascuno dei quali è un posto significativo per il passato, presente e futuro degli Anathema. Il disco è stato prodotto da Christer-André Cederberg insieme ai membri del gruppo Vincent e Daniel Cavanagh.
Oltre all'edizione standard, uscita su CD e doppio LP, il gruppo ha reso disponibile anche un'edizione speciale comprensiva di un DVD, venduta in Europa e che include l'album in formato surround 5.1.

## Tracce
Testi e musiche di Daniel Cavanagh, eccetto dove indicato..
1. Untouchable Part 1 – 6:14
2. Untouchable Part 2 – 5:33
3. The Gathering of the Clouds – 3:27
4. Lightning Song – 5:25
5. Sunlight – 4:55
6. The Storm Before the Calm – 9:24 (John Douglas)
7. The Beginning and the End – 4:53
8. The Lost Child – 7:02
9. Internal Landscapes – 8:52

## Formazione
Gruppo
- Vincent Cavanagh – voce (tracce 1-3, 5-9), tastiera (tracce 1, 3 e 9), programmazione (tracce 1, 3, 6 e 7), chitarra elettrica e acustica (traccia 5), basso (tracce 5 e 6), chitarra e sintetizzatore (traccia 6), direzione musicale e arrangiamento, arrangiamento strumenti ad arco
- Lee Douglas – voce (tracce 1-4, 6 e 9), cori (traccia 5)
- Daniel Cavanagh – chitarra elettrica (tracce 1, 2, 4, 7-9), chitarra acustica (tracce 1-4, 7-9), tastiera (tracce 1, 3, 5 e 8), pianoforte (tracce 2, 3 e 7), basso (traccia 4 e 9), cori e programmazione (traccia 5), chitarra (traccia 6), voce (intro traccia 8)
- John Douglas – batteria (traccia 2, 4-9), sintetizzatore e programmazione (traccia 6)

Altri musicisti
- Dave Stewart – arrangiamento strumenti ad arco (eccetto traccia 6)
- London Session Orchestra – strumenti ad arco
- Christer-André Cederberg – basso (tracce 1-3, 5, 7 e 8), pianoforte (finale traccia 7)
- Wetle Holte – batteria (tracce 1 e 2)
- Petter Carlsen – cori (tracce 1 e 2)
- Jamie Cavanagh – basso (traccia 6)
- Joe Geraci – voce narrante (traccia 9)

Produzione
- Christer-André Cederberg – produzione, registrazione, missaggio
- Vincent Cavanagh – coproduzione
- Daniel Cavanagh – coproduzione
- Andrea Wright – registrazione
- Chris Samson – mastering
- Dave Stewart – produzione strumenti ad arco
- Steve Price – registrazione strumenti ad arco